# Демиденко, Евгений Сергеевич
Евге́ний Серге́евич Демиденко (укр. Євген Сергійович Демиденко; род. 6 января 1987, Киев) — украинский футболист, выступавший на позиции полузащитника.

## Биография
Воспитанник киевского «Локомотива». В турнирах ДЮФЛ Украины за «железнодорожников» отыграл 49 матчей и забил 12 голов. С 2003 года — в структуре киевского «Динамо», за которое провёл 19 матчей и отличился 8 голами в ДЮФЛУ. Сезон 2004/05 провёл в одесском «Черноморце», за который отыграл 3 игры в турнире дублёров. В 2005 вернулся в «Динамо», однако в заявку основной команды ни разу не попал, проведя 1 матч за дублирующий состав. Первую игру во взрослых соревнованиях провёл в августе 2005 года, в составе «Динамо-3» во второй лиге чемпионата Украины. В 2007 году выступал за киевский ЦСКА. В 2008 году перешел в польский «Заглембе» из Сосновца. Дебютировал Экстраклассе 29 марта 2008 года, на 86-й минуте выездного матча против «Дискоболии» заменив Марцина Коморовского. Всего в чемпионате Польши провёл за команду 2 матча. В течение следующего сезона выступал за венгерский «Ломбард», в составе которого становился серебряным призёром второго уровня национального чемпионата. По возвращении на родину играл на любительском уровне за киевский «Локомотив». В 2010 году подписал контракт с кировоградской «Звездой», выступавшей в первой лиге Украины. Цвета команды защищал на протяжении полугода, последнюю игру на профессиональном уровне провёл в ноябре 2010 года. По окончании карьеры играл за любительские коллективы

## Достижения
- Серебряный призёр национального чемпионата II (Венгрия): 2008/09